# Jesús María (Sinaloa)
Jesús María es una población del estado mexicano de Sinaloa, ubicada en el municipio de Culiacán, del que tiene la categoría política de sindicatura.

## Localización y demografía
La población de Jesús María se encuentra localizada en el centro del estado de Sinaloa, al norte del municipio de Culiacán muy cerca de sus límites con el municipio de Badiraguato y la presa Humaya.
Sus coordenadas geográficas son 25°5′19″N 107°27′6″O / 25.08861, -107.45167 y tiene una altitud de 190 metros sobre el nivel del mar. Su principal vía de comunicación es la carretera estatal que comunica a la presa Humaya con la Carretera Federal 15.
De acuerdo con los resultados del Censo de Población y Vivienda realizado en 2020 por el Instituto Nacional de Estadística y Geografía, Jesús María tiene un total de 1 831 habitantes, de los que 888 son hombres y 943 son mujeres.